# Heinrich Notthafft von Wernberg
Heinrich Notthafft von Wernberg (* ca. 1370; † 1440) aus dem Hause Notthafft (ursprünglich Nothaft, Nothafft) war Bürgermeister in Regensburg, Vicedom im Straubinger Ländchen sowie Tresorier im Hennegau, in Holland und in Zeeland.

## Leben

### Herkunft
Heinrich Notthafft, dem die Familiengeschichte die Beinamen „der Reiche“ oder „der Erwerber“ zulegt, wurde um 1370 als Sohn Albrechts XIII. Nothafft von Wernberg zu Neueglofsheim und seiner zweiten Gemahlin Helene von Achdorf geboren. Nach dem Tod des Vaters 1380 wurden Conrad von Paulsdorf zu Tännesberg und sein Onkel Hans Nothaft von Wernberg über ihn und seine Geschwister als Vormund bestellt.

### Aus Bayern nach Holland
(1390)-1397 war Heinrich Pfleger und Richter im kurpfälzischen Amt Nabburg. 1401–1405 war er für König Ruprecht Hauptmann in den von König Wenzel zurückeroberten oberpfälzischen Gebieten „Neuböhmens“. 1406–1407 lässt er sich als Pfleger in Cham nachweisen. Zu Beginn des Jahres 1408 wurde er als Nachfolger Hadmars von Laber zum Bürgermeister der Stadt Regensburg gewählt. Nach nur einem Jahr Amtsführung legte er das Bürgermeisteramt nieder und wurde am 2. Februar 1409 von Herzog Johann III. von Straubing-Holland zum Vicedom, also zum Stellvertreter, in dessen niederbayerischem Landesteil mit Sitz in Straubing ernannt. Infolge der Kriegswirren nach seinem Regierungsantritt in Holland berief Herzog Johann III. seinen tatkräftigen Vicedom Heinrich Notthafft zu sich und ernannte ihn am 10. April 1418 zum Tresorier in Hennegau, Holland und Seeland. Neben dem kleinen Siegel hatte ihm der Herzog auch sein großes Staatssiegel anvertraut, sodass er berechtigt war auch wichtige Angelegenheiten und Rechtsgeschäfte im Namen des Landesherren abzuschließen und zu besiegeln. Zusammen mit acht Räten leitete er in Abwesenheit des Landesfürsten die Regierungsgeschäfte. 1419 folgte Heinrich Notthafft seinem Herrn nach Luxemburg, wo sich Johann mit Elisabeth von Görlitz vermählte. Am 28. Januar 1423 bestellte ihn Herzog Johann zu seinem Statthalter im Herzogtum Luxemburg und der Grafschaft Chiny.

### In den Hussitenkriegen
Bald darauf war der Stern Heinrich Notthaffts schon im Sinken begriffen. Aus unbekannten Gründen entzog ihm Herzog Johann III. seine Gunst; im Juli 1424 entsetzte er Heinrich aller seiner Ämter. Ein halbes Jahr später fiel der Herzog einem Giftanschlag zum Opfer. Bald nach seiner Absetzung findet sich Heinrich in Diensten Herzog Heinrichs XVI. von Bayern-Landshut, in dessen Auftrag er im Mai 1426 als Schiedsrichter an der Teilung des Straubinger Erbes mitwirkte (zu den Hintergründen siehe Preßburger Schiedsspruch). Auf dem im August 1430 in Straubing abgehaltenen Landtag ernannte König Sigismund den Vicedom Heinrich Notthafft zum obersten Hauptmann vor dem Wald und beauftragte ihn mit der Leitung des täglichen Krieges gegen die Hussiten. Im September 1433 erlitten die Hussiten bei Hiltersried ihre größte und wohl entscheidende Niederlage auf deutschem Boden. Heinrich Notthafft erschien zwar nicht persönlich unter den Kämpfern, doch führte sein Sohn Albrecht V. zusammen mit Friedrich von Wolfstein das fürstliche Banner auf dem rechten Flügel der Schlachtordnung.

### Die Verurteilung der Agnes Bernauer
Nach einer in Bayern weitverbreiteten Sage soll Heinrich Notthafft von Wernberg 1435 als Vicedom maßgeblich an der Beseitigung Agnes Bernauers beteiligt gewesen sein. Allerdings war er in der fraglichen Zeit gar nicht Vicedom in Straubing. Vielmehr war Herzog Albrecht III. seit 1433 als Statthalter seines Vaters Ernst in Straubing tätig. Auch als herzoglicher Rat war Heinrich nicht an der Verurteilung Agnes Bernauers beteiligt, wahrscheinlich fand sogar überhaupt kein förmlicher Prozess statt. Heinrich Notthafft war zur fraglichen Zeit Rat von Herzog Ernsts Bruder, Wilhelm III., der wenige Wochen vor dem Tod Agnes Bernauers verstorben war. Bald darauf findet sich Heinrich Nothaft in Diensten Herzog Heinrichs XVI. von Bayern-Landshut.

### Sonstige Funktionen
- 1418: Interimsverwalter im Herzogtum Ingolstadt
- 1430–1440: Erbtruchsess in Regensburg
- 1423–1424: Statthalter im Herzogtum Luxemburg und der Grafschaft Chiny
- 1423–1429: Verweser und Viztum im Bistum Passau
- 1428: Verweser des Bistums Regensburg
- 1430–1432: Vicedom in Amberg und Sulzbach
- 1431: Amtmann des Bischofs Friedrich von Bamberg für Vilseck
- 1431–1432, 1439–1440: Viztum in Niederbayern-Straubing
- 1433–1437 (1438): Rat Kaiser Sigismunds

### Bedeutung in der Familiengeschichte
Heinrich Nothaft von Wernberg nutzte die Gunst der Wittelsbacher zur Erwerbung der wichtigsten Besitzungen seines Familienzweiges, vor allem der einträglichen Herrschaften Aholming und Runding. Bereits vorher hatte er seine Stammburg Wernberg mit der Verleihung der kurpfälzischen Hochgerichtsbarkeit (1406) und der Besitzarrondierung zur vollständigen Herrschaft ausgebaut. Er starb 1440 und fand in der Karmelitenkirche zu Straubing, wo er für die Familie eine Erbbegräbnisstätte eingerichtet hatte, seine letzte Ruhestätte. Er war dreimal verheiratet gewesen. Die erste Gemahlin, Agnes von Gumppenberg starb 1421. Sie hatte ihrem Mann mindestens 3 Söhne und 3 Töchter geschenkt. In zweiter Ehe war er mit Praxedis Paulstorfferin verheiratet und zuletzt mit Anna Puchberger, verwitwete Eckher. Heinrich Notthaffts Enkelin Amalie Nothaft heiratete Georg von Höhenrain, den Inhaber der Herrschaft Waldeck.